# Axel di Danimarca
Axel di Danimarca (nome completo Axel Christian George af Danmark; Copenaghen, 12 agosto 1888 – Copenaghen, 14 luglio 1964) fu principe di Danimarca e ammiraglio della Marina danese.

## Famiglia d'origine
Suo padre era il principe Valdemaro di Danimarca, figlio ultimogenito del re Cristiano IX di Danimarca e della regina Luisa d'Assia-Kassel; sua madre era la principessa Maria d'Orleans, figlia del duca di Chartres Roberto d'Orléans e della duchessa Francesca Maria d'Orléans.

## Biografia
Il 22 maggio 1919, a Stoccolma, Axel sposò la cugina principessa Margherita di Svezia, figlia primogenita del principe Carlo, duca di Västergötland e della principessa Ingeborg di Danimarca. Grande appassionato di Charlie Chaplin, ebbe in quello stesso anno la possibilità di far visita al grande genio della comicità sul set del suo ultimo cortometraggio Sunnyside e di inscenare con lui un breve sketch teatrale.
Il principe Axel fu un membro del Comitato Olimpico Internazionale nel 1932 e direttore della Scandinavian Airlines System.

## Discendenza
Axel e Margherita ebbero due figli:
- principe Georg Valdemar Carl Axel di Danimarca (Palazzo di Bernstorff, 16 aprile 1920 – Copenaghen, 29 settembre 1986), sposò Anne Bowes-Lyon, nipote della regina Elizabeth Bowes-Lyon
- principe Flemming Valdemar Carl Axel di Danimarca di Rosenborg (Stoccolma, 9 marzo 1922 – Antibes, 19 giugno 2002), rinunciò ai suoi diritti il 14 giugno 1949 e ottenne il titolo di cortesia di Conte di Rosenborg, sposò Ruth Nielsen.

## Ascendenza
|                           |                              |                                     | Genitori                                   |  |  | Nonni |  |  | Bisnonni                                                       |  |  | Trisnonni                                            |  |
|                           |                              |                                     |                                            |  |  |       |  |  | Federico Guglielmo di Schleswig-Holstein-Sonderburg-Glücksburg |  |  | Federico Carlo di Schleswig-Holstein-Sonderburg-Beck |  |
|                           |                              |                                     |                                            |  |  |       |  |  | Federico Guglielmo di Schleswig-Holstein-Sonderburg-Glücksburg |  |  | Federico Carlo di Schleswig-Holstein-Sonderburg-Beck |  |
|                           |                              | Federica di Schlieben               |                                            |  |  |       |  |  | Federico Guglielmo di Schleswig-Holstein-Sonderburg-Glücksburg |  |  |                                                      |  |
| Cristiano IX di Danimarca |                              |                                     |                                            |  |  |       |  |  | Federico Guglielmo di Schleswig-Holstein-Sonderburg-Glücksburg |  |  |                                                      |  |
|                           |                              | Luisa Carolina d'Assia-Kassel       | Carlo d'Assia-Kassel                       |  |  |       |  |  |                                                                |  |  |                                                      |  |
|                           |                              | Luisa Carolina d'Assia-Kassel       | Carlo d'Assia-Kassel                       |  |  |       |  |  |                                                                |  |  |                                                      |  |
|                           |                              | Luisa Carolina d'Assia-Kassel       | Luisa di Danimarca                         |  |  |       |  |  |                                                                |  |  |                                                      |  |
| Valdemaro di Danimarca    |                              | Luisa Carolina d'Assia-Kassel       |                                            |  |  |       |  |  |                                                                |  |  |                                                      |  |
|                           |                              | Guglielmo d'Assia-Kassel            | Federico d'Assia-Kassel                    |  |  |       |  |  |                                                                |  |  |                                                      |  |
|                           |                              | Guglielmo d'Assia-Kassel            | Federico d'Assia-Kassel                    |  |  |       |  |  |                                                                |  |  |                                                      |  |
|                           |                              | Guglielmo d'Assia-Kassel            | Carolina di Nassau-Usingen                 |  |  |       |  |  |                                                                |  |  |                                                      |  |
| Luisa d'Assia-Kassel      |                              | Guglielmo d'Assia-Kassel            |                                            |  |  |       |  |  |                                                                |  |  |                                                      |  |
|                           |                              | Luisa Carlotta di Danimarca         | Federico di Danimarca                      |  |  |       |  |  |                                                                |  |  |                                                      |  |
|                           |                              | Luisa Carlotta di Danimarca         | Federico di Danimarca                      |  |  |       |  |  |                                                                |  |  |                                                      |  |
|                           |                              | Luisa Carlotta di Danimarca         | Sofia Federica di Meclemburgo-Schwerin     |  |  |       |  |  |                                                                |  |  |                                                      |  |
| Axel di Danimarca         |                              | Luisa Carlotta di Danimarca         |                                            |  |  |       |  |  |                                                                |  |  |                                                      |  |
|                           | Ferdinando Filippo d'Orléans | Luigi Filippo di Francia            |                                            |  |  |       |  |  |                                                                |  |  |                                                      |  |
|                           | Ferdinando Filippo d'Orléans | Luigi Filippo di Francia            |                                            |  |  |       |  |  |                                                                |  |  |                                                      |  |
|                           | Ferdinando Filippo d'Orléans | Maria Amalia di Borbone-Due Sicilie |                                            |  |  |       |  |  |                                                                |  |  |                                                      |  |
| Roberto d'Orléans         | Ferdinando Filippo d'Orléans |                                     |                                            |  |  |       |  |  |                                                                |  |  |                                                      |  |
|                           |                              | Elena di Meclemburgo-Schwerin       | Federico Ludovico di Meclemburgo-Schwerin  |  |  |       |  |  |                                                                |  |  |                                                      |  |
|                           |                              | Elena di Meclemburgo-Schwerin       | Federico Ludovico di Meclemburgo-Schwerin  |  |  |       |  |  |                                                                |  |  |                                                      |  |
|                           |                              | Elena di Meclemburgo-Schwerin       | Carolina Luisa di Sassonia-Weimar-Eisenach |  |  |       |  |  |                                                                |  |  |                                                      |  |
| Maria d'Orléans           |                              | Elena di Meclemburgo-Schwerin       |                                            |  |  |       |  |  |                                                                |  |  |                                                      |  |
|                           |                              | Francesco d'Orléans                 | Luigi Filippo di Francia                   |  |  |       |  |  |                                                                |  |  |                                                      |  |
|                           |                              | Francesco d'Orléans                 | Luigi Filippo di Francia                   |  |  |       |  |  |                                                                |  |  |                                                      |  |
|                           |                              | Francesco d'Orléans                 | Maria Amalia di Borbone-Due Sicilie        |  |  |       |  |  |                                                                |  |  |                                                      |  |
| Francesca Maria d'Orléans |                              | Francesco d'Orléans                 |                                            |  |  |       |  |  |                                                                |  |  |                                                      |  |
|                           |                              | Francesca di Braganza               | Pietro I del Brasile                       |  |  |       |  |  |                                                                |  |  |                                                      |  |
|                           |                              | Francesca di Braganza               | Pietro I del Brasile                       |  |  |       |  |  |                                                                |  |  |                                                      |  |
|                           |                              | Francesca di Braganza               | Maria Leopoldina d'Asburgo-Lorena          |  |  |       |  |  |                                                                |  |  |                                                      |  |
|                           |                              | Francesca di Braganza               |                                            |  |  |       |  |  |                                                                |  |  |                                                      |  |